# The Climb
"The Climb"는 미국의 가수 마일리 사이러스의 노래이다. 한나 몬타나: 더 무비에 수록되어 있다.

## 조 매켈더리 버전

### 곡 목록
- Digital download

1. "The Climb" – 3:36

- CD single

1. "The Climb" – 3:36
2. "Somebody to Love" – 2:38
3. "Don't Let the Sun Go Down on Me" – 2:27